# Zingiber coloratum
Zingiber coloratum là một loài thực vật có hoa trong họ Gừng. Loài này được Nicholas Edward Brown miêu tả khoa học đầu tiên năm 1879.

## Mẫu định danh
Có hai mẫu như dưới đây:
- Burbidge F.W. s.n.; thu thập ở tây bắc Borneo. Mẫu này lưu giữ tại Vườn Thực vật Hoàng gia tại Kew (K), được Nicholas Edward Brown sử dụng để mô tả loài.
- Beaman J.H. 7838; thu thập ngày 9 tháng 12 năm 1983 ở cao độ 700 m, tọa độ khoảng 6°3′0″B 116°42′0″Đ / 6,05°B 116,7°Đ, phía trên suối nước nóng Poring, Bukit Kipungit, bang Sabah, Malaysia. Mẫu này lưu giữ tại Vườn Thực vật Hoàng gia tại Edinburgh (E).

## Phân bố
Loài này có trên đảo Borneo, tại bang Sabah, Malaysia. Môi trường sống là rừng miền đồi, ở cao độ dưới 700 m.

## Phân loại
Schumann (1904) xếp nó vào tổ Lampugium (= Zingiber).

## Mô tả
Thân cao 90–200 cm, dày khoảng 1,25 cm tại gốc, thon búp măng phía dưới, ép dẹp phía trên; nửa dưới với vài bẹ xa nhau, rất tù, có mấu nhọn rất ngắn, ôm chặt lấy thân, không gờ, có lông rung, với các lông trắng ngắn ở mép và đỉnh, các bẹ thấp nhất gần như hoặc hoàn toàn nhẵn nhụi, các bẹ trên có lông tơ; nửa trên là thân mang lá. Lá không cuống, xếp thành 2 dãy, thẳng đứng, tỏa rộng vuông góc, thẳng-hình mác nhọn thon gần hình đuôi, kết thúc bằng điểm hình dùi nhỏ, hẹp phía dưới thành đáy hình nêm, dài 23–25 cm, rộng 3,8-4,5 cm, màu xanh lục và nhẵn nhụi mặt trên, nhạt màu hơn và được lông lụa áp ép che phủ ở mặt dưới, màu các bẹ của chúng giống như các bẹ phía dưới nhưng có gờ ở lưng và được lông tơ áp ép che phủ; lưỡi bẹ rất ngắn, cắt cụt-rộng đầu, rậm lông. Cán hoa mọc từ rễ, dài 3,5-7,5 cm, dày ~1,2 cm. Cành hoa bông thóc hình thoi nhọn, dài 9–10 cm, dày ~2,1 cm ở đoạn giữa. Cán hoa lỏng lẻo và cành hoa bông thóc được che phủ bởi các lá bắc xếp lợp chặt màu đỏ thắm tới tía, dài 3,5-3,8 cm, rộng 2,2-2,5 cm, hình nêm-thuôn dài tù, hầu như không nhọn đột ngột, mặt trong nhẵn nhụi, mặt ngoài có lông lụa áp ép cho tới gần nơi có lá bắc xếp chồng che phủ, viền đỉnh như lụa hẹp. Các lá bắc trong dài 2,3-2,5 cm, thuôn dài hình mác nhọn, xoắn chặt xung quanh đài hoa, dạng màng, màu ánh trắng với đỉnh màu đỏ thắm. Đài hoa dài 2,3-2,7 cm, hình ống, chẻ một bên tới nửa chiều dài, đỉnh cắt cụt, 3 răng khó thấy, dạng màng, màu ánh trắng, với 3 sọc màu ánh tía ngắn tại đỉnh. Ống tràng dài 2,8-3,2 cm, các phần bao hoa ngoài hình mác nhọn thon, gần bằng nhau, dài 2,1 cm, phần lưng rộng nhất. Cánh môi 3 thùy; các thùy bên nhỏ, dài khoảng một nửa thùy giữa, thuôn dài hoặc hơi cong lưỡi liềm, tù; thùy giữa hình elip hoặc thuôn dài thuôn tròn, tù. Bao phấn lớn, với đỉnh hình dùi, dài 1,1 cm, xuyên qua đó là đỉnh của vòi nhụy và đầu nhụy thò ra.